# 水野勝前
水野 勝前（みずの かつちか）は、下総結城藩の第4代藩主。水野宗家9代。

## 生涯
享保9年（1724年）2月23日、第2代藩主・水野勝政の三男として結城で生まれる。寛延2年（1749年）に兄で第3代藩主の勝庸が死去したため、その養子として家督を継ぎ、12月28日に従五位下、日向守に叙位・任官する。その後は半蔵門番、一橋門番、馬場先門番、和田倉門番などを歴任したが、病気を理由に宝暦13年（1763年）4月6日に家督を長男の勝起に譲って隠居し、4月7日に摂津守に遷任する。
宝暦13年（1763年）9月2日に江戸赤坂の藩邸で死去した。享年40。

## 系譜
父母
- 水野勝政（実父）
- 北村氏 ー 側室（実母）
- 水野勝庸（養父）

正室
- 内藤信輝の娘

側室
- 遠藤氏
- 森野氏

子女
- 水野勝起（長男）生母は遠藤氏（側室）
- 水野勝盈（次男）生母は森野氏（側室）
- 稲葉正衡（三男）生母は森野氏（側室）

養女
- 林忠篤室 ー 植村恒朝の娘